# Kuklen Point
Kuklen Point är en udde i Antarktis. Den ligger i Sydshetlandsöarna. Argentina, Chile och Storbritannien gör anspråk på området.
Terrängen inåt land är lite kuperad. Havet är nära Kuklen Point norrut. Trakten är glest befolkad. Närmaste befolkade plats är St. Kliment Ohridski Base, 13,4 kilometer sydost om Kuklen Point. 